# ヤダモンサウンド・コレクションVol.1「ちびっ子魔女がやってきた」
『ヤダモンサウンド・コレクションVo.1「ちびっ子魔女がやってきた」』（ - ボリュームワン - こまじょ - ）は、NHK教育テレビジョンのアニメ「ヤダモン」のサウンドトラック。

## 解説
LINDBERGのオープニング・エンディングの2曲を収録した音楽・プロデュース担当の馬飼野康二によるサウンド・トラック第一弾。

## 収録曲
- 作曲・編曲：馬飼野康二（#2〜#13）

1. Magical Dreamer（歌：LINDBERG）
  - 作詞：渡瀬マキ／作曲：平川達也／編曲：LINDBERG、井上龍仁
2. まぼろしの花パミラス
3. リニアエキスプレス
4. ひょうきんタイモン
5. ダチョウの追跡
6. なんてったってヤダモン
7. いとしのジャン・ママ
8. 飛行エネルギー
9. ゆかいな仲間
10. ふしぎな夢
11. ルンルン・ヤダモン
12. 夢は虹色
13. クリーチャーアイランド
14. この空にちかって（歌：LINDBERG）
  - 作詞：渡瀬マキ／作曲：小柳昌法／編曲：LINDBERG、井上龍仁